# Маргарет (певица)
Малгожата Ямрожи (пол. Małgorzata Jamroży, род. 30 июня 1991, Старгард, Западно-Поморское воеводство) — певица, автор текстов песен. Модельер по образованию. Участница пoльского отбора на конкурс Евровидение 2016 с песней «Cool Me Down» (2 место). Участница Melodifestivalen 2018 и Melodifestivalen 2019. В начале своей карьеры Маргарет принадлежала к андеграундным группам, записывала саундтреки к телевизионным рекламным роликам и вела бьюти-блог. Получила признание в Польше и за рубежом благодаря синглам «Thank You Very Much» и «Cool Me Down»

## Дискография
Источник:

### Альбомы
- Add the Blonde (2014)
- Just the Two of Us (2015)
- Monkey Business (2017)
- Gaja Hornby (2019)
- Maggie Vision (2021)
- Siniaki i cekiny (2024)

### Синглы
- Thank You Very Much (2013)
- All I Need (2013)
- Tell Me Who Are Ya (2013)
- Wasted (2014)
- Cool Me Down (2016)
- Elephant (2016)
- What You Do (2017)
- In My Cabana (2018)